# 布爾河
布爾河是俄羅斯的河流，屬於奧列尼奧克河的左支流，由薩哈共和國管轄，河道全長501公里，流域面積約13,900平方公里，河水主要來自融雪和雨水。